# Нона (интервал)

(a) — большая нона, (b) — малая нона, (c) — нонаккорд, в нём верхняя нота — ноновый тон

Но́на (лат. nona — девятая) — музыкальный интервал, шириной в девять ступеней, обозначается цифрой 9.
Часто рассматривается как составной интервал — секунда через октаву. Подобно секунде, имеет три основных разновидности:
- Малая нона — интервал в девять ступеней или шесть с половиной тонов, обозначается м.9 (энгармонична увеличенной октаве);
- Большая нона — интервал в девять ступеней или семь тонов, обозначается б.9;
- Увеличенная нона — интервал в девять ступеней или семь с половиной тонов, обозначается ув.9 (энгармонична малой дециме).

## Нона в нонаккорде
Ноной (или ноновым тоном) также называется тот звук нонаккорда, который в сжатом расположении (то есть при расположении звуков аккорда по терциям) является самым верхним. Обозначается цифрой 9